# Ctenobelba pilosella
Ctenobelba pilosella är en kvalsterart som beskrevs av Jeleva 1962. Ctenobelba pilosella ingår i släktet Ctenobelba och familjen Ctenobelbidae. Inga underarter finns listade i Catalogue of Life.